# Amin H. Nasser

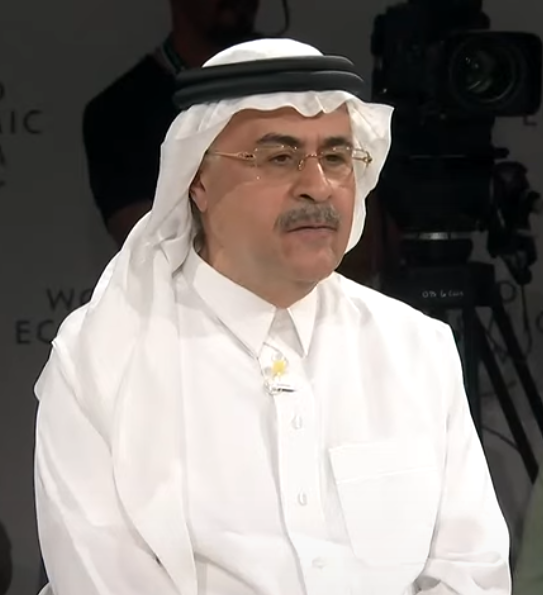
Amin H. Nasser

Amin H. Nasser (arabisch أمين بن حسن الناصر, DMG Amīn b. Ḥasan an-Nāṣir) ist ein saudischer Unternehmer und Manager. Er ist seit 2015 Präsident und Geschäftsführer (CEO) des staatlichen Erdölkonzerns Saudi Aramco.

## Karriere
Er besuchte die König-Fahd-Universität für Erdöl und Mineralien in Dhahran (Saudi-Arabien) und erwarb einen Bachelor of Science in Erdöl- und Erdgastechnik im Jahr 1982. Im Jahr 2002 absolvierte Nasser einen Managerlehrgang an der Columbia University.
Seine Karriere  begann er 1982 bei Saudi Aramco als Ingenieur in der Ölförderabteilung. Anschließend arbeitete er im Bereich Bohr- und Reservoirmanagement. 1997 wurde er Manager der Ras-Tanura-Produktionsabteilung. Später übernahm er die Leitung der Produktionsabteilung der nördlichen Gebiete sowie der Offshore- und Onshore-Produktionsabteilungen des Ölfelds von Safaniya. Im Jahr 2006 wurde Nasser zum Vizepräsidenten für Erdöltechnik und -entwicklung ernannt, bevor er im August 2007 zum amtierenden Leiter für Exploration und Produktion befördert wurde. Im Januar 2008 wurde Nasser zum Vizepräsident für Exploration und Produktion ernannt.
Seit Mai 2015 ist er CEO von Saudi Aramco. Laut Einschätzung von Reuters steht er im Abhängigkeitsverhältnis zum Chairman von Aramco, Yasir Al-Rumayyan und dem Energieminister Abdulaziz bin Salman. 2023 wurde er in das Board of Directors des Vermögensverwalters BlackRock berufen.
Nasser ist Mitglied der Society of Petroleum Engineers (SPE), seit 2008 Mitglied des Industry Advisory Council, der SPE und ist Mitglied des Kuratoriums der König-Abdullah-Universität für Wissenschaft und Technologie (KAUST).